# Diócesis de Tagbilaran
La diócesis de Tagbilaran (en latín: Dioecesis Tagbilarana, en inglés: Roman Catholic Diocese of Tagbilaran y en cebuano: Dyosesis sa Tagbilaran) es una circunscripción eclesiástica de la Iglesia católica en Filipinas. Se trata de una diócesis latina, sufragánea de la arquidiócesis de Cebú. Desde el 16 de julio de 2025 la diócesis se encuentra en Sede Vacante.

## Territorio y organización
La diócesis tiene 1734 km² y extiende su jurisdicción sobre los fieles católicos de rito latino residentes en la parte meridional de la provincia de Bohol en la región de Bisayas Orientales. 
La sede de la diócesis se encuentra en la ciudad de Tagbilaran, en donde se halla la Catedral de San José Obrero.
En 2020 en la diócesis existían 58 parroquias.

## Historia
La diócesis fue erigida el 8 de noviembre de 1941 con la bula In sublimi Petri del papa Pío XII, obteniendo el territorio de la arquidiócesis de Cebú.
El 9 de enero de 1986 cedió una parte de su territorio para la erección de la diócesis de Talibon mediante la bula Apostolica Sedes del papa Juan Pablo II.

## Estadísticas
Según el Anuario Pontificio 2021 la diócesis tenía a fines de 2020 un total de 810 110 fieles bautizados.
| Año                                                                             | Población            | Población | Población      | Sacerdotes | Sacerdotes    | Sacerdotes    | Bautizados por sacerdote | Diáconos permanentes | Religiosos | Religiosos | Parroquias |
| Año                                                                             | Bautizados católicos | Total     | % de católicos | Total      | Clero secular | Clero regular | Bautizados por sacerdote | Diáconos permanentes | Varones    | Mujeres    | Parroquias |
| ------------------------------------------------------------------------------- | -------------------- | --------- | -------------- | ---------- | ------------- | ------------- | ------------------------ | -------------------- | ---------- | ---------- | ---------- |
| 1950                                                                            | 489 701              | 507 451   | 96.5           | 58         | 51            | 7             | 8443                     |                      | 7          | 26         | 38         |
| 1970                                                                            | 570 342              | 592 194   | 96.3           | 92         | 88            | 4             | 6199                     |                      | 5          | 34         | 54         |
| 1980                                                                            | 770 000              | 778 000   | 99.0           | 91         | 87            | 4             | 8461                     |                      | 4          | 30         | 53         |
| 1990                                                                            | 396 000              | 412 000   | 96.1           | 72         | 68            | 4             | 5500                     |                      | 4          | 35         | 35         |
| 1999                                                                            | 462 600              | 483 300   | 95.7           | 102        | 97            | 5             | 4535                     |                      | 6          | 115        | 38         |
| 2000                                                                            | 462 600              | 483 300   | 95.7           | 131        | 118           | 13            | 3531                     |                      | 14         | 115        | 40         |
| 2001                                                                            | 501 185              | 523 955   | 95.7           | 134        | 106           | 28            | 3740                     |                      | 29         | 120        | 42         |
| 2002                                                                            | 473 633              | 579 049   | 81.8           | 115        | 106           | 9             | 4118                     |                      | 10         | 96         | 42         |
| 2003                                                                            | 531 909              | 601 950   | 88.4           | 147        | 138           | 9             | 3618                     |                      | 18         | 69         | 44         |
| 2004                                                                            | 542 920              | 612 461   | 88.6           | 150        | 141           | 9             | 3619                     |                      | 10         | 75         | 52         |
| 2010                                                                            | 610 000              | 686 000   | 88.9           | 161        | 152           | 9             | 3788                     |                      | 13         | 136        | 58         |
| 2014                                                                            | 722 519              | 821 619   | 87.9           | 130        | 115           | 15            | 5557                     |                      | 21         | 116        | 58         |
| 2017                                                                            | 773 401              | 1 003 902 | 77.0           | 136        | 121           | 15            | 5686                     |                      | 15         | 167        | 58         |
| 2020                                                                            | 810 110              | 1 051 560 | 77.0           | 139        | 116           | 23            | 5828                     |                      | 24         | 148        | 58         |
| Fuente: Catholic-Hierarchy, que a su vez toma los datos del Anuario Pontificio. |                      |           |                |            |               |               |                          |                      |            |            |            |

## Episcopologio
- Julio Rosales y Ras † (22 de junio de 1946-17 de diciembre de 1949 nombrado arzobispo de Cebú)
- Manuel Mascariñas y Morgia † (12 de noviembre de 1951-3 de julio de 1976 retirado)
- Onésimo Cádiz Gordoncillo † (3 de julio de 1976-18 de junio de 1986 nombrado arzobispo de Capiz)
- Félix Sánchez Zafra † (20 de octubre de 1986-21 de abril de 1992 retirado)
- Leopoldo Sumaylo Tumulak † (28 de noviembre de 1992-15 de enero de 2005 nombrado ordinario militar de Filipinas)
- Leonardo Yuzon Medroso (17 de octubre de 2006-13 de octubre de 2016 retirado)
- Alberto Sy Uy (13 de octubre de 2016 - 16 de julio de 2025 nombrado arzobispo de Cebú)